# Bill Mitchell (Autodesigner)
Bill Mitchell (* 2. Juli 1912 in Cleveland, Ohio; † 12. September 1988 in Royal Oak, Michigan; eigentlich William L. Mitchell) war ein US-amerikanischer Designer von Autokarosserien und Modellvarianten, wobei er hauptsächlich für Chevrolet, Cadillac beziehungsweise GM arbeitete.

## Biografie
Bill Mitchell, aufgewachsen in Greenville, Pennsylvania, war in seinen 17 Jahren als Leiter der Designabteilung bei General Motors für die Form von knapp 72 Millionen Autos verantwortlich, was beinahe 50 Prozent des gesamten US-Marktes ausmachten. Dazu gehörten der 70er Camaro, der Cadillac Fleetwood Eldorado von 1967, der 1977er Impala, der 63er Riviera und der 75er Seville. 1938 war er bereits Designchef für Cadillac, wo er seinen ersten Erfolg mit dem Cadillac 60 Special feierte. Berühmt wurde er jedoch mit der Chevrolet Corvette Sting Ray (Split Window) von 1963.
1977 zog er sich schließlich von GM zurück und gründete seine eigene Designfirma, wobei er viel für Goodyear und Yamaha arbeitete. Da er schon als junger Mann in selbstgebauten Wagen Rennen fuhr, war er auch später noch ständig bei Rennen zu finden und blieb ein unbeirrbarer Autoenthusiast. Die Corvette verkörperte dabei seine Einstellung zu Autos. Sein Appell und seine Ermahnung an die Autodesigner lautete: „Lasst sie aussehen, als könnten sie einem was antun!“. Für Mitchell sollten Wagen ungestüm, schnell, schön und entschlossen aussehen, kurz, etwas wirklich Besonderes sein.